# Spathuliger nitidicolle
Spathuliger nitidicolle är en skalbaggsart som först beskrevs av Aurivillius 1922.  Spathuliger nitidicolle ingår i släktet Spathuliger och familjen långhorningar.
Artens utbredningsområde är Seychellerna. Inga underarter finns listade i Catalogue of Life.